# Леонор Родрігес
Леонор Родрігес (ісп. Leonor Rodríguez, нар. 21 жовтня 1991) — іспанська баскетболістка, срібна призерка Олімпійських ігор 2016 року.

## Виступи на Олімпіадах
| Олімпіада           | Дисципліна | Місце |
| ------------------- | ---------- | ----- |
| Ріо-де-Жанейро 2016 | баскетбол  | 2     |

## Зовнішні посилання
- Леонор Родрігес — олімпійська статистика на сайті Sports-Reference.com (англ.) (архівна версія)